# 480i
480iは、日本など放送方式NTSCが採用されていた地域においてのSDTV、標準画質。有効垂直解像度480本かつ、インターレース（飛越走査）の動画を指す略称である。これは日本や南北アメリカで使用されていた放送方式NTSCやPAL-Mの有効垂直解像度が483本だったためで、それを放送、録画、再生するために使われた。画面アスペクト比は4:3もしくは16:9である。480iは日本の放送規格ISDBで放送できる。フレームレートは59.94がよく使われる。その後、世界的に480iの約2倍の垂直解像度を持つ1080i(HD)に少しずつ移行した。NTSCの有効垂直解像度から若干減少しているため、NTSC映像を扱うには480以外にも483、486、720x512(XDCAM)が存在する。
正方形ピクセルにおいて640×480、つまりVGA、30万7200画素の動画となる。
放送、DVDでは720×480、704×480が一般的である。

## 名称
- 525i、すべての走査線を合わせた数。
- 「標準画質」、「ノーマル」
- 「SDTV」を略して「SD」
- D端子から「D1」

## NTSC

グリーンとブラジルが480i地域、それ以外は576i

日本やアメリカで使用された、NTSCと呼ばれるアナログテレビ規格に480iは由来するが、480は正確なNTSC解像度より少ないので注意が必要である。例えば「VHSは480iである」とするのは正確ではない。

## 483
483が正しいNTSCにおける有効走査線である。480は若干少ない。

## 486
486は放送局・業務用機材で使われる。SD-SDI（SMPTE 259M）で270Mbit/sである。放送用ビデオD1-VTRではデジタル非圧縮で720×486にて記録できる。

## 525本から480本
NTSCの映像信号、525本から240本のフィールドずつ取り出して、合計480にしている。これには2種類のパターンがあり、確認しないと1ラインずれることになる。

## CRTディスプレイ
CRTコンピュータ、CRTテレビ受像機における水平走査周波数は。15.75kHzである。

## 他の動画における解像度と比較
おおよそハイビジョン放送、1080iの1/5の画素数である。
- 1080i/p（シアン）720p（グリーン）480i/p（レッド）576i/p（レッド+イエロー）

## 家庭用ゲーム機
任天堂はNINTENDO 64まで、ソニーはPlayStationまで480i(D1)までの出力（GC、PS2は480p対応）。
また、旧式の古いゲーム機はNTSCに厳格な480iで出力されておらず、NINTENDO64・PlayStation程度の世代までのゲーム機に関しては240pという映像方式も一般的に使われていた。240p出力は、アナログ回路では480iとほぼ同様に扱えるが、デジタル回路ではそうではない。このため現行のテレビ受像機では正常に表示されない場合が考えられるがこれは決して機器の故障ではない。

## 放送
- ISDB
日本ではマルチチャンネルが行われている場合480iになる（最大3チャンネル）
- DVB
- ATSC
- スカパー! チャンネル一覧（HDとなっていないもの、スカパー!プレミアムサービスはDVB準規である、2014年終了予定。）